# Championnat d'Irak de football 1977-1978
Navigation
Saison précédente Saison suivante
La saison 1977-1978 du Championnat d'Irak de football est la quatrième édition de la première division en Irak, l' Iraqi Premier League. Elle regroupe, sous forme d'une poule unique, les quatorze meilleures équipes du pays qui se rencontrent une seule fois. En fin de saison, les deux derniers du classement sont relégués et remplacés par le meilleur club de Second League.
C'est le club d'Al Mina'a Bassora qui remporte le championnat cette saison après avoir terminé en tête du classement final, avec deux points d'avance sur un duo composé du double tenant du titre Al-Zawra'a SC et d'Al Sina'a Bagdad. C'est le tout premier titre de champion d'Irak de l'histoire du club.

## Les clubs participants
| - Al Tayaran Bagdad - Al Sina'a Bagdad - Al Shorta Bagdad - Al-Zawra'a SC - Al-Jama'a - Al-Iktisad - Thawra FC - Promu de D2 | - Al-Hilla - Al Ittihad Bassora - Al Mina'a Bassora - Al-Amana Bagdad - Al Jaish Bagdad - Babil FC - Salahaddin FC - Promu de D2 |

## Compétition
Le barème de points servant à établir les classements se décompose ainsi :
- Victoire : 2 points
- Match nul : 1 point
- Défaite : 0 point

### Classement
| Rang | Équipe             | Pts | J  | G | N | P  | Bp | Bc | Diff |
| ---- | ------------------ | --- | -- | - | - | -- | -- | -- | ---- |
| 1    | Al Mina'a Bassora  | 21  | 13 | 8 | 5 | 0  | 27 | 10 | +17  |
| 2    | Al-Zawra'a SCT     | 19  | 13 | 9 | 1 | 3  | 31 | 9  | +22  |
| 3    | Al Sina'a Bagdad   | 19  | 13 | 8 | 3 | 2  | 18 | 7  | +11  |
| 4    | Al Jaish Bagdad    | 18  | 13 | 9 | 0 | 4  | 16 | 12 | +4   |
| 5    | Al-Amana Bagdad    | 17  | 13 | 7 | 3 | 3  | 14 | 6  | +8   |
| 6    | Al Shorta Bagdad   | 17  | 13 | 5 | 7 | 1  | 11 | 5  | +6   |
| 7    | Al Tayaran BagdadC | 14  | 13 | 5 | 4 | 4  | 19 | 11 | +8   |
| 8    | Al-Jama'a          | 14  | 13 | 4 | 6 | 3  | 8  | 10 | -2   |
| 9    | Al-Iktisad         | 10  | 13 | 3 | 4 | 6  | 11 | 17 | -6   |
| 10   | Thawra FCP         | 10  | 13 | 3 | 4 | 6  | 9  | 16 | -7   |
| 11   | Salahaddin FCP     | 9   | 13 | 2 | 5 | 6  | 10 | 15 | -5   |
| 12   | Al Ittihad Bassora | 9   | 13 | 3 | 3 | 7  | 11 | 17 | -6   |
| 13   | Al-Hilla           | 4   | 13 | 1 | 2 | 10 | 4  | 29 | -25  |
| 14   | Babil FC           | 1   | 13 | 0 | 1 | 12 | 3  | 28 | -25  |

|  | Champion d'Irak 1978                                                 |
|  | Relégation directe en deuxième division                              |
|  | T : Tenant du titre C : Vainqueur de la Coupe d'Irak P : Promu de D2 |

## Bilan de la saison
| Championnat d'Irak de football 1977-1978 |                               |
| Champion                                 | Al Mina'a Bassora (1er titre) |
| Coupes et trophées                       |                               |
| Vainqueur de la Coupe d'Irak 1977-1978   | Al Tayaran Bagdad             |
| Promotions et relégations                |                               |
| Promus en Iraqi Premier League           | Al Shabab Bagdad              |
| Relégués en Iraqi Second League          | Al-Hilla                      |
| Relégués en Iraqi Second League          | Babil FC                      |